# Itilochelys
Itilochelys es un género extinto de tortuga marina perteneciente a la familia Cheloniidae, que abarca solo a una especie, Itilochelys rasstrigin. Esta es conocida de depósitos del Paleoceno Inferior de la etapa del Daniense de la localidad Rasstrigin 2, en el distrito de Dubovsky, en el óblast de Volgogrado, en Rusia.

## Historia y clasificación
Itilochelys rasstrigin es conocido solo de tres fósiles, el espécimen holotipo catalogado como "ZIN PH 1/118" y dos especímenes referidos, "ZIN PH 2/118" y "ZIN PH 3/118" . El espécimen tipo se compone de un grupo de vértebras cervicales (I-III), un cráneo parcial, y una mandíbula desarticulada. El espécimen ZIN PH 2/118 es una sección aislada de un dentario mientras que ZIN PH 3/118 es un húmero derecho. Todos los fósiles fueron recolectados por A. A. Yarkov en afloramientos fosilíferos de los lechos de Beryozovaya expuestos en la localidad Rasstrigin 2. En 2011 todos los especímenes quedaron preservados en las colecciones de paleoherpetología alojadas en el Instituto Zoológico de la Academia Rusa de las Ciencias, en San Petersburgo, Rusia. Itilochelys fue estudiado por I. G. Danilov y A. O. Averianov del Instituto Zoológico junto a A. A. Yarkov del Instituto Humanitario de Historia Natural en Volgogrado. Su descripción del género y la especie fue publicada en 2010 en la revista Proceedings of the Zoological Institute RSA. El nombre del género fue acuñado por Danilov, Averianov y Yarkov combinando el nombre medieval árabe/persa del río Volga, Itil, junto con el término griego "chelys", que significa tortuga. El nombre de la especie, rasstrigin se refiere a la localidad tipo del espécimen.
Itilochelys rasstrigin es una de las tres tortugas quelónidas fósiles que se han recuperado de la región de Volgogrado y el espécimen más completo encontrado hasta ahora. Los otros dos taxones están representados por un espécimen del género Euclastes hallado en el sitio Karpovka y un ejemplar del género Tasbacka del sitio Malaya Ivanovka.
La clasificación de Itilochelys rasstrigin en la familia Cheloniidae está fundamentada por el contacto de los huesos escamosal y parietal, una cresta marginada en forma de V en la cara inferior del basisfenoides, y los rasgos de la estructura del hueso nasal. Esta especie se sitúa como un miembro basal de la familia basándose en el húmero que muestra una morfología transicional hacia la estructuración pelágica derivada de los quelónidos modernos.